# Tiara (Venezuela)
Pour les articles homonymes, voir Tiara.
Tiara est la capitale de la paroisse civile de Tiara de la municipalité de Santos Michelena de l'État d'Aragua au Venezuela.